# IC 4651
Amas ouvert
IC 4651 est un amas ouvert dans la constellation de l'Autel.
- Ascension droite : 17h 21m 11s
- Déclinaison : -49° 54′
- Taille : 14'
- Magnitude : 8

Amas ouvert lumineux visible dans l'hémisphère sud.
L'amas, brillant et large (la moitié du diamètre de la Pleine Lune) est visible dans des jumelles, ou dans une lunette sans trop de grossissement. Il est situé près de l'étoile Alpha de l'Autel. À proximité nous pourrons voir NGC 6352, un amas globulaire.